# Dayan (juiz rabínico)
Bet Din ou Bayit Din (em hebraico: בית דין; romaniz.: "Casa do Julgamento", plural: Battei Din), composto por três sábios, responsáveis por julgar crimes menores do tipo roubo, lesão corporal e capaz de aplicar multas. Na ordem de importância é o terceiro Tribunal Judaico; Pequeno Sinédrio (vinte e três juízes) e o Bet din a-Gadol (setenta e um juízes), o Tribunal remonta ao tempo das doze tribos. Na época do Segundo Templo, ele era a pedra fundamental do sistema jurídico na Terra de Israel.
Atualmente, é investido de poderes para julgar assuntos religiosos, tanto em Israel, quanto na Diáspora, tais como divórcio, leis alimentares judaicas, questões de perdas e danos, conversões, entre outros temas ligados jurisprudência. Um candidato a conversão ao judaísmo é examinado por um Bet Din para saber se é apto a continuar a conversão. O Bet Din por sua vez examina o quanto o candidato sabe sobre o judaísmo e seus conhecimentos sobre a Torá, segundo a Alacá.[carece de fontes?]